# Silberhexafluoroantimonat(V)
Silberhexafluoroantimonat, Ag[SbF6] ist eine chemische Verbindung zwischen dem Silber und der Hexafluorantimonsäure.

## Eigenschaften
Silberhexafluoroantimonat ist ein beiges Pulver. Es ist in Wasser löslich.
Bei Raumtemperatur kristallisiert die Verbindung in der kubischen Raumgruppe Ia3 (Raumgruppen-Nr. 206) in einer dem Caesiumchlorid-Typ ähnlichen Struktur. Die Gitterkonstanten lauten a = 979,85(4) pm und Z = 8.

## Verwendung
Silberhexafluoroantimonat kann als Katalysator verwendet werden.

## Sicherheitshinweise
Bei oraler Einnahme oder Inhalation wirkt die Verbindung giftig. Die Augen können gereizt werden. Symptome nach Exposition zu Silberhexafluoroantimonat sind Entzündungen und Ödeme des Kehlkopfes sowie der Bronchien und der Lunge. Übelkeit und Kopfweh sind weitere Anzeichen.
Starke Oxidationsmittel können mit dem Salz heftige Reaktionen eingehen. Bei der Zersetzung kann Fluorwasserstoff und Antimonoxide freigesetzt werden.